# Aquilegia nuragica
Aquilegia nuragica Arrigoni & E.Nardi – gatunek rośliny z rodziny jaskrowatych (Ranunculaceae Juss.). Występuje endemicznie na włoskiej wyspie Sardynii. 

## Rozmieszczenie geograficzne
Rośnie endemicznie na włoskiej wyspie Sardynii. Jego zasięg występowania zajmuje jedynie 50 m² we wschodniej części wyspy, w Gorropu, niedaleko Dorgali, około 20 km na południowy wschód od Nuoro. 

## Morfologia
PokrójWieloletnia roślina zielna. Głąbik jest jeden, wyprostowany, lekko rozgałęziony, dorasta do  20–45 cm wysokości, nagi na dole, wyżej pokryty drobnymi włoskami lub gruczołami.
LiścieLiście odziomkowe mają 15–25 cm długości, osadzone na bezwłosych ogonkach liściowych. Liście łodygowe mają wielokrotny system trzykrotnych rozgałęzień. Mniejsze, wyższe liście mają mniej złożony wzór rozgałęzień. Listki składają się z trzech segmentów, nie zawsze wyraźnie oddzielonych, każdy z ostrymi zębami na krawędzi zewnętrznej.
KwiatyMają od trzech do pięciu pojedynczych, zwisających kwiatów. Osiągają 25–30 mm średnicy. Mają niebieską lub białą barwę. Każdy z pięciu płatków ma ostrogę na końcu zakrzywioną.
OwoceWyprostowane torebki w kształcie kropli, z małym haczykiem na szczycie.

## Biologia i ekologia
Rośnie w wąwozie wzdłuż sezonowej rzeki Flumineddu, na niemal pionowych wapiennych skałach. Od czasu do czasu pojawia się w suchym, piaszczystym lub żwirowym podłożu dna koryta rzeki w wyniku rozproszenia nasion z urwiska skalnego. Jednak rośnie tutaj tylko kilka osobników, ponieważ są one regularnie zmywane w czasie powodzi. Występuje na około 700 m n.p.m. Rośnie w 7. strefie mrozoodporności. 

## Systematyka
Rodzaj orlik (Aquilegia) ma około 70 gatunków na całym świecie. Trzy z nich (A. barbaricina, A. nuragica i A. nugorensis) są endemiczne dla Sardynii. Te i jeszcze dwa inne gatunki (A. champagnatii oraz A. magellensis) znajdują się na Włoskiej Czerwonej Liście Gatunków Zagrożonych. A. nuragica, który został opisany po raz pierwszy w 1978 roku, jest wyraźnie genetycznie odizolowany od innych sardyńskich gatunków orlika. Genetycznie najbardziej jest powiązany z orlikiem pospolitym (A. vulgaris), który występuje w całej Europie, ale nie na Sardynii.

## Ochrona
W Czerwonej księdze gatunków zagrożonych został zaliczony do kategorii CR – gatunków krytycznie zagrożonych. Został sklasyfikowany w tej kategorii, ponieważ jedyne znane stanowisko, gdzie rośnie, zajmuje bardzo małą powierzchnię – zaledwie kilkadziesiąt metrów kwadratowych. Ponadto liczba osobników jest bardzo mała i prawdopodobnie ma tendencję spadkową. Uważa się, że liczebność tej unikalnej populacji wynosi tylko 10–15 okazów, choć trudno ocenić rzeczywiste numery ze względu na niedostępność terenu, na którym występuje. Nie zarejestrowanie innych stanowisk sprawia, że trudno jest ocenić w jakim tempie maleje populacja, ale z pewnością jej kurczenie się jest wynikiem wysokiego ryzyka ekstynkcji ze względu na czynniki fizyczne, zamiast wpływu człowieka. Wypas zwierząt nie wydaje się być problemem, ponieważ roślina jest trująca. 
Obecnie nie ma żadnej ochrony prawnej dla tego gatunku, mimo że znalazł się on w proponowanym projekcie ustawy sejmiku Sardynii w 2001 roku w sprawie ochrony gatunków roślin na wyspie. Roślina A. nuragica jest wymieniona w załączniku jako gatunek endemiczny. Jednak prawo to jest kontrowersyjne, ponieważ może zwiększyć zainteresowanie zbierania tego gatunku. Obszar występowania tego gatunku w całości znajduje się na terenie Parku Narodowego Gennargentu, ale ze względu na brak komitetu zarządzającego, na miejscu nie są podejmowane żadne środki na rzecz jego ochrony. Nie odnotowano żadnych działań ochrony ex situ. 
Gatunek jest wymieniony na kilku turystycznych stronach internetowych, które mogą przyciągnąć kolekcjonerów. Szczegółowe informacje dotyczące dokładnej lokalizacji tej rośliny powinny zostać usunięte, aby utrzymać ludzi z dala od miejsca jej występowania. Ponadto IUCN sugeruje pilne opracowanie i wdrożenie planów działania ochrony tego gatunku. Zaleca się również jego uprawę w ogrodach botanicznych.